# Satureja spicigera
Satureja spicigera là một loài thực vật có hoa trong họ Hoa môi. Loài này được (K.Koch) Boiss. miêu tả khoa học đầu tiên năm 1879.

## Hình ảnh

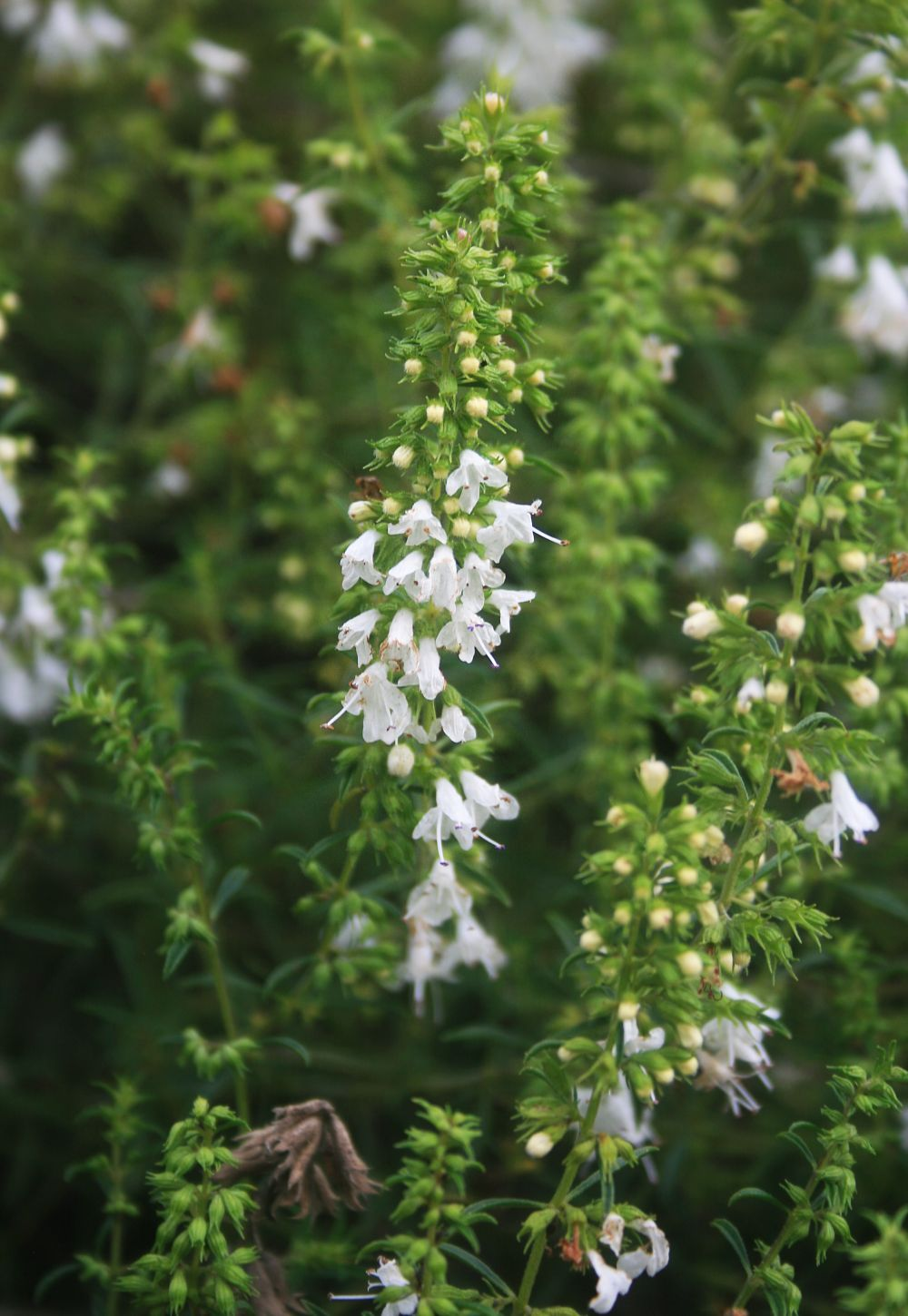
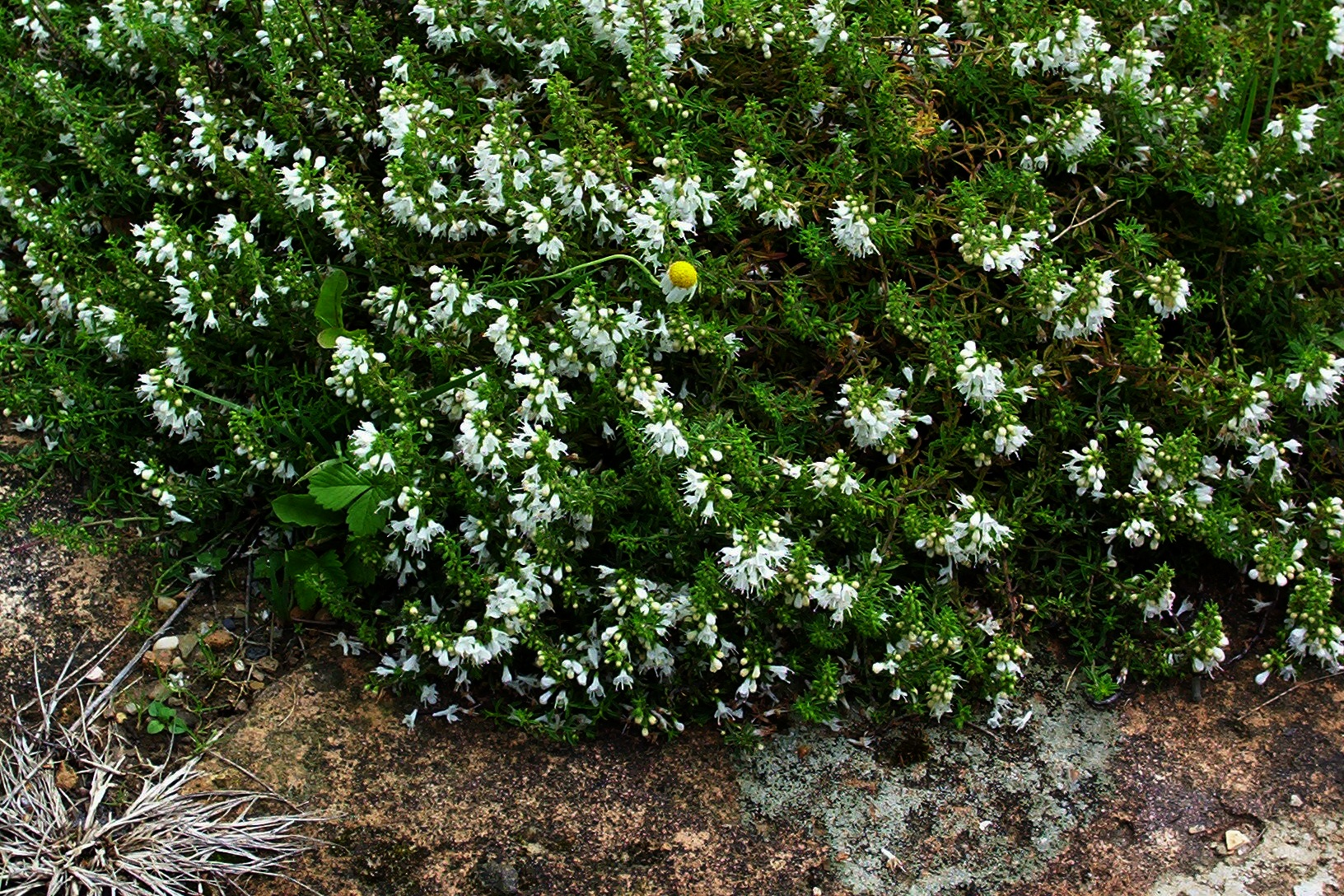